# Sonda (program telewizyjny)
Sonda – polski program popularnonaukowy emitowany na antenie TVP1 od 8 września 1977 do 29 września 1989, prowadzony przez Zdzisława Kamińskiego i Andrzeja Kurka, a współtworzony przez Marka Siudyma oraz przez kilka lat przez Tomasza Pycia.
Program został przerwany 29 września 1989 roku z powodu śmierci obu prowadzących, którzy zginęli w wypadku samochodowym pod Raciborzem. We wrześniu 1990 wyemitowano trzy odcinki, które były w produkcji przed wypadkiem i zostały dokończone przez zespół programu.
Według dostępnych zapisów powstało 488 odcinków (w tym 19 specjalnych). Łącznie z powtórzeniami i programami zrealizowanymi po wrześniu 1989 roku wyemitowano ponad 560 odcinków. Braki zaopatrzenia w taśmę w ówczesnej telewizji spowodowały trwałe wykasowanie wielu odcinków programu – szczególnie tych najstarszych.
Program emitowano początkowo w czwartki o godzinie 17.50; począwszy od 3 października 1978 roku (odcinek Zanim zjawi się płomień) był emitowany we wtorki o tej samej godzinie. Od 4 września 1980 roku (odcinek Sztuka latania) program ponownie zaczęto nadawać w czwartki (godz. 18.20), choć zdarzały się odstępstwa od tej reguły, szczególnie w wakacje (np. w lipcu i sierpniu 1987 roku program emitowano w piątki, a w lipcu 1988 roku w środy).

## Charakterystyka programu
Pierwsze wydania Sondy realizowane były w formule typowego magazynu w studiu, z udziałem gości i felietonami filmowymi.
Wkrótce jednak wykrystalizowała się docelowa formuła programu:
- każdy odcinek poświęcony był jednemu zagadnieniu z dziedziny nauki lub techniki;
- dwaj prowadzący program dyskutowali zagadnienie reprezentując przeciwstawny pogląd sceptyka i entuzjasty, unikając sugerowania widzowi ostatecznego rozstrzygnięcia;
- dyskusja odbywała się najczęściej w studiu, połączona była z wykonywaniem doświadczeń oraz prezentacją pomocy poglądowych; w niektórych przypadkach program odbywał się poza studiem, np. w zakładach przemysłowych;
- dyskusja zawierała element komizmu i inscenizacji – prowadzący często występowali przebrani w kostiumy, ważną rolę grała scenografia;
- doświadczenia i prezentacje wykonywane były najczęściej za pomocą prostych i pomysłowych, często jakby „domowych” środków; jedną z przyczyn wymuszających tę formułę były skromne środki finansowe jakimi, w porównaniu z dzisiejszą telewizją, dysponowali twórcy programu;
- dyskusja była przeplatana i podsumowywana felietonami filmowymi, pokazującymi szersze tło zagadnienia oraz przykłady jego zastosowań;
- w dyskusji unikano sięgania do zawiłych teorii, których nie można zobrazować; stanowiło to ogromną siłę edukacyjną programu; oglądać go mógł każdy, dziecko, dorosły czy osoba w podeszłym wieku; polonista, matematyk, fizyk, mechanik, każdy kto tylko wykazywał zainteresowanie nauką i techniką; z tego powodu program kształcił dzisiejszych techników i nauczycieli.

## Historia programu
Program Sonda zastąpił na antenie Telewizji Polskiej popularną wtedy audycję Eureka. Autorką pierwszego pomysłu programu była Zofia Żukowska. Jego redakcję i prowadzenie rozpoczął Andrzej Kurek, wspomagany przez ówczesnego redaktora naczelnego Jacka Kunickiego, Zofię Żukowską i Wandę Konarzewską.
Pierwszy odcinek został nadany 8 września 1977 roku. Źródła podają, że prowadził go Andrzej Kurek wraz z Wandą Konarzewską. W archiwum nie zachowała się kopia tego wydania. Tydzień później razem z Kurkiem zaczął występować Zdzisław „Danek” Kamiński.
Z czasem zespół redakcyjny poszerzył się. W rozkwicie zespół tworzyło sześciu dziennikarzy, kierownik produkcji i scenograf. Materiały filmowe wykorzystywane w programie redaktorzy zdobywali za darmo, głównie poprzez ambasady i ośrodki kultury (filmoteki), przedstawicielstwa handlowe, zarówno krajów socjalistycznych, jak i krajów zachodnich; także poprzez kontakty osobiste. Po raz pierwszy telewizja zakupiła dla Sondy materiał dopiero w roku 1986, dopiero po zrealizowaniu kilkuset programów.
29 września 1989 roku, w drodze z Krakowa do Raciborza, Andrzej Kurek i Zdzisław Kamiński, a także prowadzący samochód Peugeot 405 Andrzej Gieysztor zginęli w wypadku samochodowym w Raciborzu-Brzeziu, gdzie – w Raciborskiej Fabryce Kotłów „Rafako” – mieli zbierać materiały do kolejnego programu „O współczesnej technice masowych wierceń otworów dla potrzeb przemysłu energetycznego i inżynierii chemicznej”. Przyczyną wypadku – czołowego zderzenia z ciężarówką – najprawdopodobniej była nadmierna prędkość (śledztwo wykluczyło wersję mówiącą o poślizgu na plamie oleju). Kurek i Kamiński pochowani zostali na cmentarzu w Pyrach w Warszawie.
Wszystkie scenariusze, opracowane przez członków zespołu i wykorzystane do realizacji programów zostały przekazane do archiwum TVP. W tymże archiwum znajdują się taśmy z zachowanymi odcinkami Sondy. W 1992 roku część odcinków Sondy zostało wydanych na 34 kasetach VHS przez firmę BRAWO.

## Logo i czołówka programu
Logo Sondy stworzył Andrzej Kurek. Wykorzystał on symbol taijitu. Najbardziej kojarzonym z Sondą symbolem stała się czołówka programu.
Na wizyjną czołówkę składały się następujące materiały filmowe i animacje:
- lot sondy Mariner 5,
- wybuch supernowej,
- animacja napisu SONDA na tle przestrzeni kosmicznej i planety,
- podział jądra komórkowego z widocznymi chromosomami,
- animacja niebieskich kół z wpisanymi literami, układających się w napis SONDA,
- moment zapłonu silnika rakiety Saturn V,
- animacja napisu SONDA zbliżającego się do kamery,
- zdjęcia satelitarne cyklonu i przebitka sztormu na morzu na zakończenie ujęcia,
- animacja napisów SONDA obok wyładowań elektrycznych,
- mieszanie się oleju z wodą w stanie nieważkości,
- moment zbliżania się mikrolutownicy do chipa w celu tzw. „szycia” układu scalonego,
- animacja napisów SONDA, gdzie naprzemiennie pokazywany jest napis mały i duży,
- kontrola wyprodukowanych układów scalonych
- animacja napisów SONDA obok wyładowań elektrycznych (krótsze ujęcie),
- kolaż ujęć z filmów popularnonaukowych produkcji ZSRR,
- animacja z pojawiającymi się literami tworzącymi napis SONDA i pojawianie się kilku napisów w różnej wielkości,
- Płytka Pioneera na tle gwiazd.

Czas trwania – 46 sek.
Została ona zmontowana na taśmie filmowej 16 mm z wykopiowań z kilku materiałów filmowych i z plansz zamówionych w Studiu Eksperymentalnym TV. Materiały filmowe pozyskano z bibliotek filmowych przy ambasadach (USA, Anglii, Francji, ZSRR) i ośrodków kultury różnych państw. Główną pracę przy montażu wykonał Andrzej Kurek wraz z kwalifikowaną montażystką Bożeną Szostkowską, która wprowadziła do polskiej telewizji technikę montażu cyfrowego.
W późniejszym okresie plansze do programu wykonywane były przez Andrzeja Kurka na jego prywatnym komputerze ZX Spectrum 48KB w obudowie The Fuller FDS Keyboard (bez naklejek firmowych) produkowaną przez angielską firmę Fuller Micro Systems.
Czołówkę dźwiękową stanowi nieco skrócony utwór „Visitation”, którego kompozytorem i wykonawcą jest Mike Vickers. Utwór pochodzi z płyty Standard Music Library „Period/Pastoral/Solo Instruments – Moog/Dramatic”, nr katalogowy ESL 121, strona B, ścieżka nr 3.
Na obwolucie taśmy Teresa Bancer zapisała (nie mające nic wspólnego z czołówką) następujące utwory:
Quincy Jones – „Gruby tatuś”, Teresa Bancer – „Milczenie”, Stockhausen – „Etiuda”, Luening-Ussachevsky – „Król Lear”, Maliszewski – „Zmienność myśli”.
W grudniu 2013 roku wydawnictwo GAD Records zaprezentowało zbiór wykorzystywanych w programie utworów na płycie kompaktowej; rok później także na winylu. W grudniu 2014 roku nakładem GAD Records ukazał się (na CD i winylu) drugi zestaw takich utworów. W katalogu wydawnictwa są także płyty takich artystów jak Władysław Komendarek, Krzysztof Duda, Mikołaj Hertel czy Mladen Franko, na których również znajdują się utwory wykorzystane w programie Sonda.

## Emisja programu w telewizji po 1989
Od czasu tragicznej śmierci prowadzących Sonda właściwie przestała być emitowana. W 1990 roku wyemitowano jeszcze trzy odcinki premierowe wcześniej nieemitowane i jedną powtórkę. Były to odcinki: „Sen na jawie”, „Hikari znaczy błyskawica” (powtórka), „Nasze kochane zwierzęta” i „Rezerwat”. Wszystkie następne emisje były już tylko powtórkami wcześniejszych odcinków.
25 października 1992 roku wyemitowany został program wspomnieniowy o Andrzeju Kurku i Zdzisławie Kamińskim pt. „Dwaj ludzie z Sondą”.
Powtórki programu były emitowane w TVP1 latem 1994 w paśmie „Telewizja Edukacyjna”. 26 października 2002 roku na antenie TVP2 wyemitowano odcinek „Do utraty tchu”. W 2009 roku na antenie TVP Historia fragmenty Sondy wyemitowano w programie „Bez komentarza” oraz w programie „Czas przeszły dokonany”. W programie „Bez komentarza” 27 września (premiera, z późniejszymi powtórkami) wyemitowano fragmenty następujących odcinków: „Węzeł”, „Towarzystwo płaskiej Ziemi” i „Pełnym wiatrem”. Natomiast w programie „Czas przeszły dokonany” 29 września (premiera, z późniejszymi powtórkami) wyemitowano fragmenty odcinków: „Tajemnice snu”, „IKAR 2000” i „Na krańcach widma”. 12 grudnia 2009 roku na antenie TVN Style w programie „66 niezapomnianych programów tv” Sonda zajęła 11. miejsce w rankingu. W programie wykorzystano krótkie fragmenty następujących odcinków Sondy: „Plaster rzeczywistości”, „Salmed '82 – Płuco”, „Zoo”, „Okrągła tajemnica”, „Głęboki oddech”, „Olej”, „Siła”, „Silentum universi”, „Kolor”, „Ubranko na miarę” i „Promień nadziei”.
27 marca 2010 roku na antenie TVP Info w programie „Tv nostalgia” wyemitowano fragmenty następujących odcinków Sondy: „Skóra”, „Salmed '82 – Płuco”, „Łata”, „Siła”, „Okrągła tajemnica”, „Z nędzy do pieniędzy”, „Test” cz. 1, „Promień nadziei”, „X”, „Cierpienia wynalazcy”, „Ogień”, „Zagadka mężczyzn”, „Ubranko na miarę”, „Głęboki oddech”, „Gry wojenne” i „Opowieści warsztatowe”. W 2010 roku (29 i 30 września) swoje powtórki miał program „Bez komentarza” z 2009 roku.
Od 2 września 2011, od poniedziałku do piątku o 18:30, TVP Historia rozpoczęła regularną reemisję „Sondy”. Od 2 stycznia 2012 odcinki „Sondy” nadawanо codziennie o 18:30 (powtórka następnego dnia o 8:30). Pierwszym wyemitowanym odcinkiem był „Kodeks Kosmosu” (2 września 2011). Od 1 września 2012 do 7 czerwca 2014 program nadawano w soboty przed południem. 17 września 2011 roku na antenie TVP Kultura w programie „Po trochu wyciągane z lochu, czyli Archiwizja” wyemitowano odcinek „Nowe paliwa”. Fragmenty programu zostały pokazane w 2014 roku w programie „Szperacze TV” na antenie TVP Rozrywka.
Od 3 października 2022 roku program emitowany jest na antenie TVP Nauka.
Od 14 marca 2016 do 30 grudnia 2018 Telewizja Polska emitowała kontynuację pod nazwą Sonda 2, który, w zamierzeniu autorów, jest kontynuacją Sondy. Program prowadził polski fizyk i popularyzator nauki Tomasz Rożek.

## Zespół tworzący program
| Dziennikarze i prowadzący program | Realizatorzy TV      | Kierownicy produkcji | Lektorzy              | Realizacja (stała lub dłuższa współpraca) | Jednorazowa współpraca (wymienieni w czołówce) |
| --------------------------------- | -------------------- | -------------------- | --------------------- | ----------------------------------------- | ---------------------------------------------- |
| Andrzej Kurek                     | Krzysztof Bobrowski  | Jerzy A. Łańcut      | Jan Suzin             | Ryszard Patej (scenografia)               | Mateusz Kurek                                  |
| Zdzisław Kamiński                 | Tomasz Kostuch       | Waldemar Kreczmański | Marek Gajewski        | Iwo Dobiecki (scenografia)                | Barbara Mentel                                 |
| Marek Siudym                      | Zbigniew Zdanowicz   | Jerzy Szklarski      | Zdzisław Szczotkowski | Bożena Szostkowska (montaż)               | Sława Lipowska                                 |
| Tomasz Pyć                        | Piotr Struś          | Aleksander Biedroń   | Janusz Kozioł         | Iwona Rudnicka (montaż)                   | Cezary Łagiewski                               |
| Piotr Andrzejewski                | Krystian Walusiak    | Barbara Paprocka     | Lucjan Szołajski      | Marek Krzysztofowicz (montaż)             | Andrzej Cholewa                                |
| Bogdan Borusławski                | Andrzej Dźwierżyński | Krzysztof Sztejnike  | Jerzy Rosołowski      | Michał Jafra (montaż)                     | Henryk Richter                                 |
| Marcin Kunicki                    | Ryszard Kośmiński    | Artur Rutkowski      | Waldemar Skolmowski   | Marek Siudym (zdjęcia)                    | Jerzy Niemojewski                              |
| Zofia Żukowska                    | Dariusz Goczał       | Waldemar Sapiński    | Tadeusz Deszkiewicz   | Andrzej Popławski (zdjęcia)               | Jan Panas                                      |
| Rafał Skibiński                   | Maciej Ułasiewicz    | Sławomir Boniecki    | Janusz Szydłowski     | Teresa Bancer (dźwięk)                    | Aleksander Welew (dźwięk)                      |
| Wanda Konarzewska                 | Bogusław Chruścicki  |                      | Mirosław Utta         | Dariusz Żebrowski (dźwięk)                | Ian Sherrey (dźwięk)                           |
|                                   | Grzegorz Tomczyk     |                      |                       | Marek Czapczak (dźwięk)                   | Danny Ruhlmann (zdjęcia)                       |
|                                   | Bożena Pijanowska    |                      |                       | Aleksander Przybytek (dźwięk)             | Vanessa Gorman                                 |
|                                   |                      |                      |                       |                                           | Nikki Reineck                                  |
|                                   |                      |                      |                       |                                           | Hilary Timms (konsultacja)                     |
|                                   |                      |                      |                       |                                           | Agnieszka Deszkiewicz                          |
|                                   |                      |                      |                       |                                           | Krzysztof Szewczyk                             |
|                                   |                      |                      |                       |                                           | Maciej Ułasiewicz                              |
|                                   |                      |                      |                       |                                           | Jerzy Peński                                   |
|                                   |                      |                      |                       |                                           | Marek Biliński                                 |